# Luitpold Faustner
Luitpold Faustner (* 10. Juli 1845 in München; † 1925 ebenda) war ein deutscher Landschafts- und Genremaler sowie ein Sohn des Architektur- und Landschaftsmalers Leonhard Faustner (* 16. Februar 1815; † 1. April 1884).

## Leben

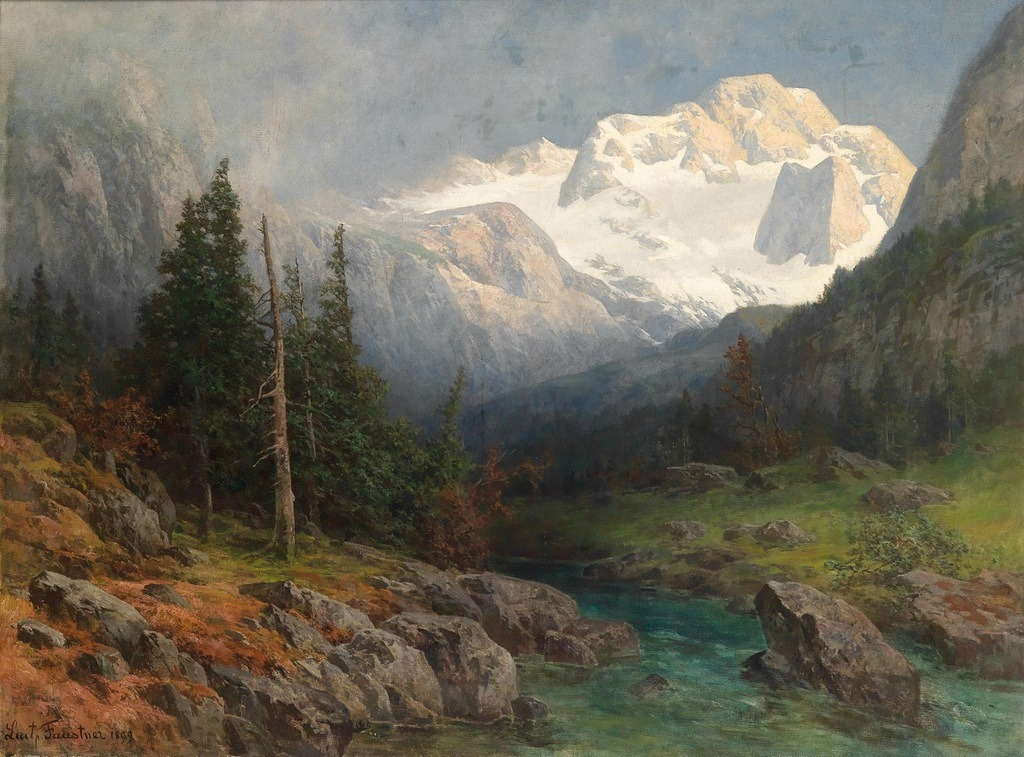
Ansicht von Dachstein

Faustner studierte seit dem 30. Oktober 1862 an der Königlichen Akademie der Künste in München bei Alexander Strähuber und Sándor Wagner, später bis 1869 bei Carl Theodor von Piloty. Gemeinsam mit Piloty und den Studienkollegen Franz Defregger und Hermann Kaulbach unternahm er eine Studienreise nach Venedig und Norditalien. Unter dem Einfluss von Julius Lange malte er hauptsächlich Alpenlandschaften, Ansichten aus Tirol, Oberösterreich und aus der Umgebung von Salzburg. Daneben malte er auch Genrebilder im Stil der Münchener Schule. Um 1864–1866 zog er nach Polling, wo er Carl Spitzweg kennenlernte. Seit 1884 wohnte er in Flintsbach am Inn, später siedelte er endgültig nach München über.